# 594 (số)
594 (năm trăm chín mươi tư) là một số tự nhiên ngay sau số 593 và ngay trước số 595. 